# Christopher Tye
Christopher Tye (* um 1505; † um 1572) war ein englischer Organist und Komponist der Renaissance.

## Leben
Tye studierte an der Universität Cambridge und wurde dort und in Oxford im Fach Musik promoviert. Seit ca. 1543 war er Master of the Choristers an der Kathedrale von Ely und hatte diese Stellung bis 1561 inne. Unter anderem war er der musikalische Lehrer von König Edward VI. und arbeitete mit der Chapel Royal in London zusammen.
Christopher Tye schrieb zahlreiche lateinische Messen und Psalmkompositionen sowie englischsprachige Werke für den Gottesdienstgebrauch der Church of England. Außerdem verfasste er Werke für Instrumentalensembles, einundzwanzig Fantasien über das Thema In Nomine.

## Werke
- Instrumentalwerke, großenteils fünfstimmig, darunter 21 Fantasien über „In Nomine“ und 4 über „Dum transisset“.
- Missa sine nomine
- Motetten